# Apeadeiro de Carvalheira - Maceda
O apeadeiro de Carvalheira-Maceda (ou de Carvalheira - Maceda), originalmente denominado apenas de Carvalheira, é uma gare ferroviária da Linha do Norte, que serve a localidade de Carvalheira de Maceda, no Distrito de Aveiro, em Portugal.

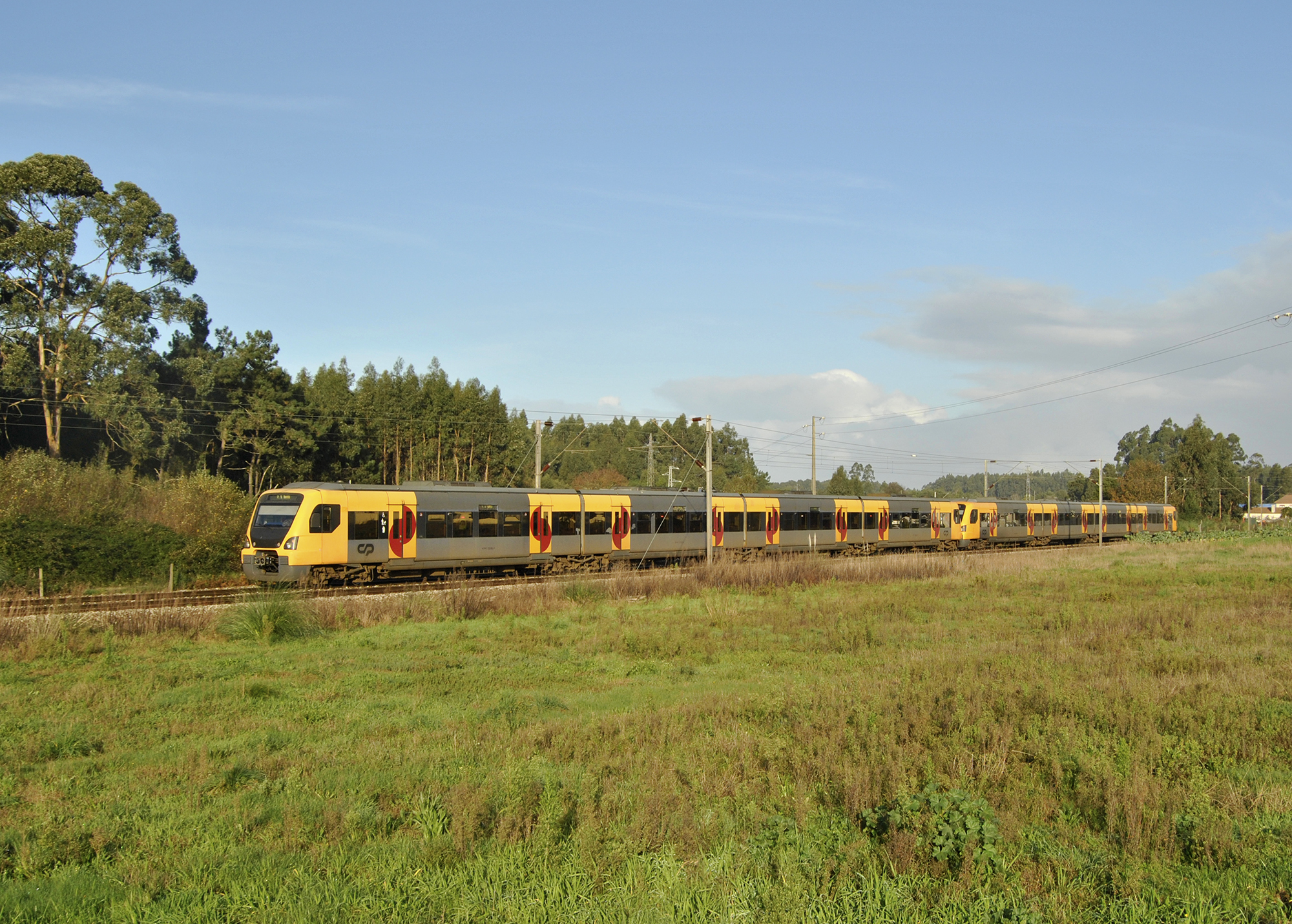
Automotora 3400 da USGP circulando a sul de Carvalheira-Maceda em 2012.

## Descrição

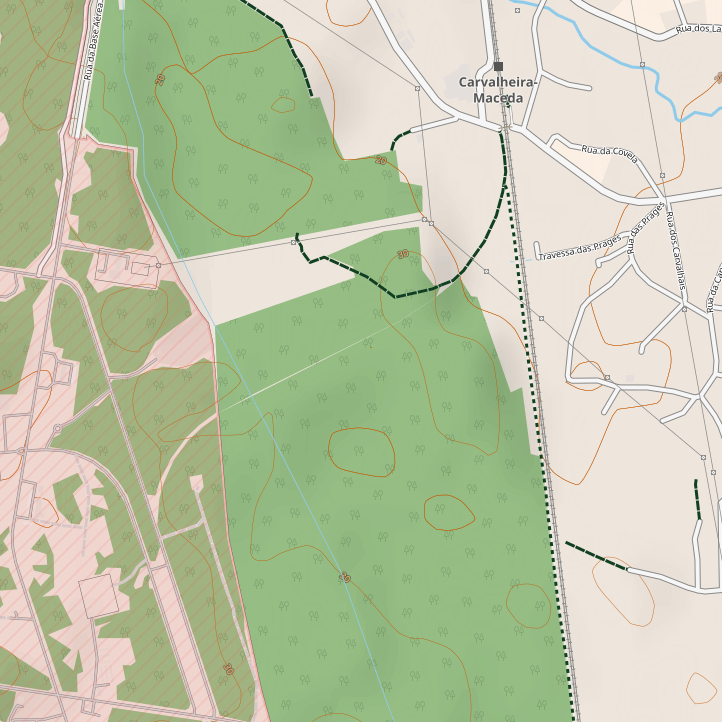
Mapa mostrando os vestígios do extinto Ramal da Base Aérea da Maceda; no canto superior direito, o apeadeiro de Carvalheira-Maceda.

### Localização e acessos
Esta interface tem acesso do lado nascente pela Rua do Apeadeiro, que a liga à EN109 na localidade de Carvalheira, onde se encontram as paragens de autocarro mais próximas, ao longo de mais de um quilómetro; do lado poente é servida pelas ruas do Vitorino e 25 de Novembro.

### Infraestrutura
Como apeadeiro em linha em via dupla, esta interface apresenta-se nas duas vias de ciculação (I e II) cada uma acessível por sua plataforma, ambas com 150 m de comprimento 90 cm de altura. Ambas as plataformas são dotadas de abrigo.
Situa-se a norte desta interface um atravessamento hidráulico, sobre o Rio Lambo. Imediatamente a sul desta interface existe uma passagem de nível.
Igualmente a sul desta interface afastava-se do leito da Linha do Norte, para sudoeste, a via do extinto Ramal da Base Aérea da Maceda, ao seu PK 1+832, cujo início e entroncamento efetivo com a restante rede ferroviária se situava mais a norte, na estação de Cortegaça, consistindo este primeiro troço do ramal uma terceira via paralela às da Linha do Norte, do lado poente; material nele circulante podia efetuar paragem em Carvalheira-Maceda, fazendo uso da plataforma respetiva.

### Serviços
É utilizada pelos serviços suburbanos da cidade do Porto, explorados pela empresa Comboios de Portugal.

## História

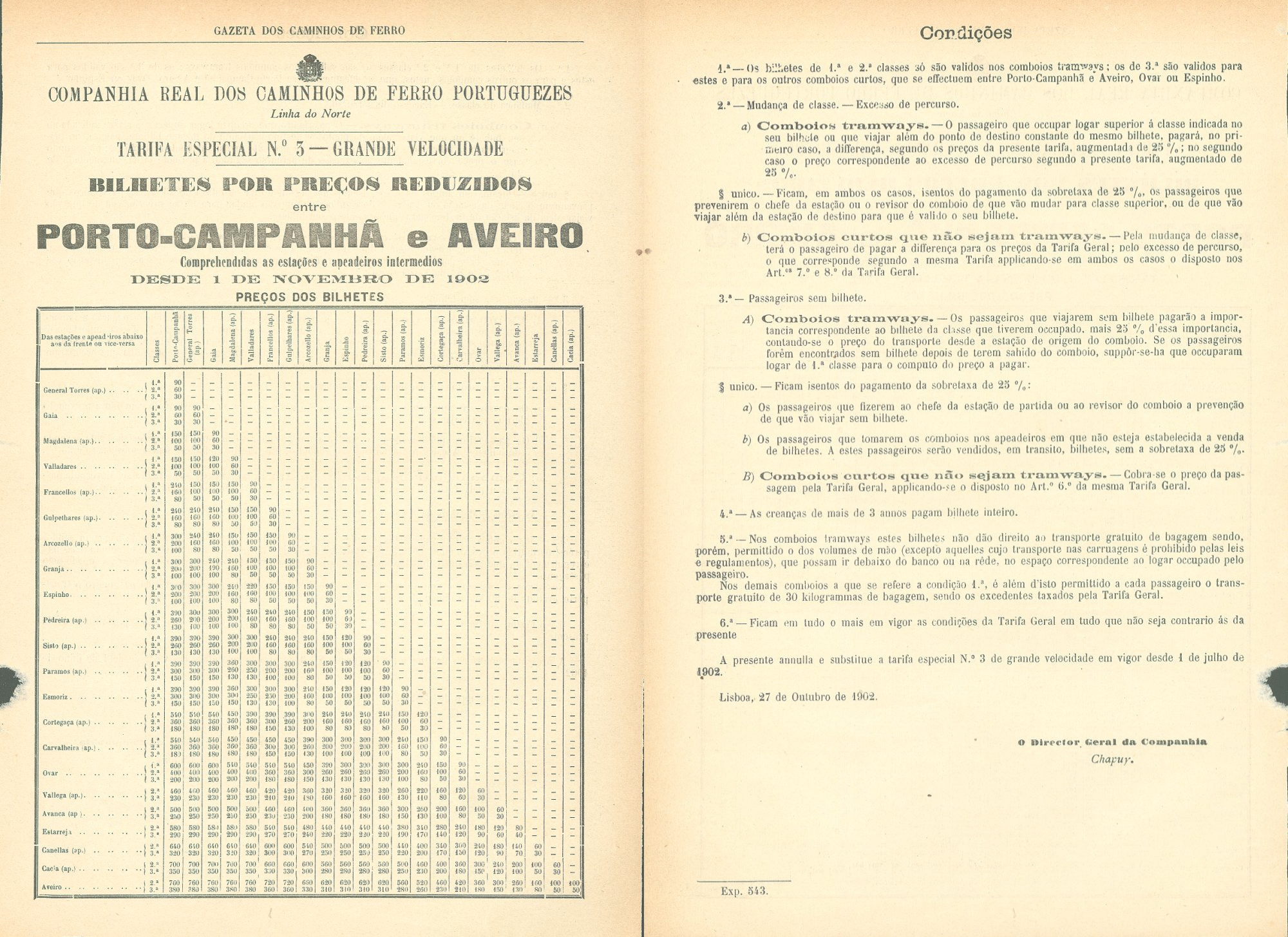
Anúncio de 1902, onde este apeadeiro surge como Carvalheira.

Este apeadeiro insere-se no troço da Linha do Norte entre Vila Nova de Gaia e Estarreja, que entrou ao serviço em 8 de Julho de 1863, pela Companhia Real dos Caminhos de Ferro Portugueses.
Um despacho de 7 de Setembro de 1955 da Direcção Geral de Transportes Terrestres, publicado no Diário do Governo n.º 212, III Série, de 12 de Setembro, aprovou um projecto da Companhia dos Caminhos de Ferro Portugueses para aditamento ao indicador geral do serviço que prestam as estações e apeadeiros, modificando o serviço de Carvalheira - Maceda e de outros apeadeiros na Linha do Norte.

Em Janeiro de 2017, um jovem de 15 anos foi colhido mortalmente ao atravessar a via férrea nesta interface, ficando a circulação ferroviária interrompida durante cerca de uma hora.